# António Henriques Jesus Oliveira
António Henriques Jesus Oliveira (* 8. Juni 1958 in Sarilhos Pequenos, Moita) ist ein ehemaliger portugiesischer Fußballspieler.

## Karriere

### Verein
Oliveira begann seine Profikarriere bei GD da Quimigal Barreiro in der zweiten portugiesischen Liga. Im Alter von 24 Jahren wechselte er 1982 zum Aufsteiger in die Primeira Liga, Marítimo Funchal. Als Marítimo am Ende der Saison 1982/83 wieder absteigen musste, wurde er von Benfica Lissabon verpflichtet.
Mit Benfica gewann Oliveira in den folgenden vier Spielzeiten zweimal die portugiesische Meisterschaft und dreimal in Folge den nationalen Pokal. 1987 kehrte er zu Marítimo zurück, wo er bis 1990 spielte.
Anschließend wechselte Oliveira innerhalb der höchsten Spielklasse zum SC Beira-Mar, wo er am Ende der Saison 1993/94 im Alter von 36 Jahren seine aktive Laufbahn beendete.

### Nationalmannschaft
Oliveira debütierte am 8. Juni 1983, seinem 25. Geburtstag, bei der 0:4-Niederlage im Freundschaftsspiel in Coimbra gegen Brasilien für die portugiesische Nationalmannschaft.
Anlässlich der Fußball-Weltmeisterschaft 1986 in Mexiko wurde er in das portugiesische Aufgebot berufen. Er wurde in allen drei Vorrundenspielen der Portugiesen eingesetzt. Trotz eines 1:0-Auftaktsieges gegen England schied Portugal überraschend als Tabellenletzter nach der Gruppenphase aus.
Zwischen 1983 und 1989 bestritt Oliveira insgesamt neun Länderspiele für Portugal, in denen er ein Tor erzielte.

## Erfolge
- Portugiesische Meisterschaft: 1984, 1987
- Portugiesischer Pokal: 1985, 1986, 1987
- Portugiesischer Supercup: 1985